# Jason Kravits
Jason Kravits (Passaic (New Jersey), 28 mei 1967) is een Amerikaans acteur.

## Biografie
Kravits heeft gestudeerd aan de Universiteit van Maryland in College Park (Maryland).

## Filmografie

### Films
Uitgezonderd korte films.
- 2025 Snow White - als Sneezy
- 2022 Lyle, Lyle, Crocodile - als Cy
- 2021 Barking Mad - als Irwin Cates
- 2021 Either Side of Midnight - als Bowles
- 2020 What Is Life Worth - als Plaintiff advocaat / Gary
- 2018 Accommodations - als Warren
- 2017 Laura Gets a Cat - als Adam
- 2016 My Dead Boyfriend - als medisch onderzoeker
- 2016 Bling - als Oscar (stem)
- 2014 Lullaby - als Ira
- 2013 Casse-tête chinois - als advocaat van Xavier
- 2012 Twenty Million People – als Dina
- 2011 The Adjustment Bureau – als New Yorker in rechtbank
- 2010 Morning Glory – als directielid televisiestudio
- 2010 See You in September – als Stevie
- 2010 Edgar Floats – als Leonard Chaskes
- 2009 Life Lines – als Franklin
- 2008 What Just Happened? – als Pollster
- 2006 Waltzing Anna – als Dr. Meyer
- 2005 Wheelmen – als Percy
- 2004 The Stepford Wives – als Vic Stevens
- 2002 The Third Wheel – als toneelmeester
- 2002 H.O.L.E.: The Disillusionment of Mike and Eva – als Rad Blitzstein
- 2002 What Leonard Comes Home To – als ??
- 2001 Monkeybone – als gast
- 2001 Sweet November – als Manny
- 2000 Dancing at the Blue Iguana – als Gordon
- 2000 The Flinstones in Viva Rock Vegas – als choreograaf
- 1999 Blue Streak – als man van klantenservice
- 1999 Jackie's Back – als kale man
- 1994 Major League II – als accountant

### Televisieseries
Uitgezonderd eenmalige gastrollen.
- 2020 - 2021 B Positive - als dr. Baskin - 6 afl.
- 2021 Why Women Kill - als mr. Greeley - 2 afl.
- 2021 Halston - als Carl Epstein - 2 afl.
- 2018 - 2020 Our Cartoon President - als Michael Bloomberg / Alan Dershowitz (stemmen) - 10 afl.
- 2020 The Undoing - als dr. Stuart Rosenfeld - 2 afl.
- 2020 Hunters - als rabbijn Grossman - 3 afl.
- 2017 The Mick - als Barry - 2 afl.
- 2016 Major Crimes - als D.D.A. Barry Rosen - 2 afl.
- 2015 - 2016 Unbreakable Kimmy Schmidt - als Gary Dubbin - 2 afl.
- 2016 Madoff - als Frank Avellino - 4 afl.
- 2015 Madam Secretary - als senator Parisi - 2 afl.
- 2013 - 2014 The Michael J. Fox Show - als Doug - 7 afl.
- 2013 Smash - als Timothy - 3 afl.
- 2013 Dallas - als advocaat van Pamela - 2 afl.
- 2012 Harry's Law – als ADA Odom – 2 afl.
- 2009 – 2010 Royal Pains – als Dr. Dan Irving – 3 afl.
- 2010 Gravity – als creditcardtuig – 3 afl.
- 2004 Friends – als man in taxi – 2 afl.
- 2003 Wanda at Large – als Roger – 2 afl.
- 2002 Do Over – als Dr. Nachman – 3 afl.
- 1999 – 2001 The Practice – als ADA Richard Bay – 31 afl.
- 1982 – 1983 Powerhouse – als Lolo Knopke – 16 afl.

## Theaterwerk opBroadway
- 2011 – 2012 Relatively Speaking – als dokter / dr. Brill / baas uitvaartcentrum
- 2006 – 2007 The Drowsy Chaperone – als gangster
- 2004 Sly Fox – als advocaat Craven (understudy)

- International Standard Name Identifier: 0000 0000 4096 3689
- Library of Congress Control Number: n2006054172
- Virtual International Authority File: 38805112
- WorldCat: E39PBJkHpYWXj8jcbKVF3ycwYP